# Mbarek Oularbi
NBA ou Nba Saghru (de son vrai nom M'bark Oulaarbi), né le 9 septembre 1982 à Mellab au sud est du Maroc, est un artiste prolifique marocain: auteur-compositeur-interprète et peintre. Il est le leader et le cofondateur en compagnie de son frère Khalid du groupe artistique amazigh Saghru Band.
Il se fait connaître avec ses chansons engagées, comme Muha, Grad ifassen, Ulac smaḥ ulac, awes-i i tala et tabrat i Ubama. il est titulaire du prix du meilleur chanteur Amazigh en 2010 par IRCAM.

## Biographie
NBA né le 9 septembre 1982 a Mellaâb un petit village (province d'Errachidia) au sud est du Maroc, est un auteur-compositeur-interprète marocain d'expression Amazigh.
NBA est diplômé en droit et en littérature française, et confronté au chômage quand il décide d’apporter un nouveau souffle à la musique du Sud-Est. Chanteur, guitariste et flûtiste, il chante ce qu’il pense sans prendre des gants, en s’affirmant rapidement comme « la conscience de tout un peuple » : « Moi, toi, le pauvre ouvrier et les chômeurs qui, étant las de manifester et de crier, nous sommes exilés par-ci par-là. […] Ils nous prennent pour un troupeau, eux, seigneurs. Nous béni oui-oui, pour rien ils nous pèlent la peau. […] Ça ne va pas dans cette patrie, ça n’ira jamais dans cette patrie, à la révolution, à vos fauchards arrachons cette misère » (Tagrawla, Saghru Band, 2008).
M'bark Oularbi se découvre une véritable passion pour les arts depuis son jeune âge, influencé par des artistes de la Kabylie tels que Idir, Oulahlou, Matoub lounes. Il commence à composer ses premiers morceaux. Il chantait entre amis, au lycée, et dans le cadre des activités des associations culturelles.
Il a suivi ses études supérieures à l'université de Meknès où il a obtenu sa première diplôme de licence en droit et une deuxième en littérature française à la faculté pluridisciplinaire d'Errachidia.
Depuis son arrivée a l'université il rejoint le Mouvement Culturel Amazigh (MCA) qui revendique l’identité amazighe de l'Afrique du Nord, et il crée son groupe musical Saghru Band. Le groupe se fait connaître en 2006, grâce à ses rythmes et ses paroles engagées. ses textes mêlent des thématiques à la fois sociales et politiques, mais le thème principal reste la cause amazigh. Successivement en 2007, 2008, 2009 et 2010 il fait sortie les albums "Muha", "Tilelli", "Message to Obama" et "No borderline" qui donnent naissance à un nouveau style dans la chanson Amazigh engager nommé AMUN Style.
Nba Saghru est titulaire du prix du meilleur chanteur Amazigh, décerné par l’Institut Royal de la Culture Amazighe en 2010, il a marqué avec son groupe la sphère musicale amazighe.

## Sa mort
La mort d'NBA reste un sujet polémique et ouvert pour toutes les théories, pour certains amazighs du sud-est proches du dossier, NBA aurait été empoisonné, tandis que selon la version officielle NBA aurait souffert du syndrome de Churg-Strauss (SCS), une maladie systémique caractérisée par de l’asthme, des infiltrats pulmonaires transitoires, une hyperéosinophilie, et une vascularite systémique, et ce pendant trois mois, il est resté hémiplégique malgré tous les soins qui lui ont été prodigués.
NBA est décédé dimanche 9 janvier 2011 à Mellaâb, dans la province d’Errachidia, où il a été inhumé le lendemain lundi 10 janvier 2011.
Les obsèques de l’artiste défunt ont été marquées par la présence d’un grand public composé des populations locales, des jeunes fans de son art, de tous les écoliers de sa localité natale, de certains intellectuels de la région et d’acteurs associatifs.
"Sa mort a contribué à en faire une idole, pour les autres artistes qui essaient de suivre ses traces et pour les jeunes qui écoutent ses chansons sur leurs portables et n’hésitent pas à le comparer au célèbre Lounès Matoub."

## Discographie
- 2007 : Muha
- 2008 : Tilelli (Liberté )
- 2009 : Awes-i tala
- 2010 : No borderline